# كارلوس دومينغو سان مارتين
كارلوس دومينغو سان مارتين (بالإسبانية: Carlos San Martín) هو لاعب كرة قدم أرجنتيني، ولد في 2 يوليو 1971 في لابلاتا في الأرجنتين. لعب مع إستوديانتيس دي لا بلاتا.

## وصلات خارجية
- كارلوس دومينغو سان مارتين على موقع قاعدة بيانات كرة القدم.إي يو (الإنجليزية)